# پاسداران سرخ کارگران و کشاورزان
پاسداران سرخ کارگران و کشاورزان یا شبه‌نظامیان سرخ کارگری کشاورزی (به هانگول: 로농적위군) یک نیروی شبه‌نظامی و بزرگترین نیروی دفاع غیر نظامی در جمهوری دموکراتیک خلق کره است.
این نیرو در ۱۴ ژانویه ۱۹۵۹ توسط کیم ایل سونگ تأسیس شد و تحت کنترل کمیسیون امور دولتی—تا سال ۲۰۱۶ کمیسیون دفاع ملی—و وزارت دفاع خلق است. همچنین این نیرو به حزب کارگران کره و اداره رهبری نظامی آن نیز وابسته است و در برابر رهبر عالی‌مقام کره که فرمانده کل نیروهای مسلح می‌باشد مسئول است.
شبه‌نظامیان در سطح استان، شهر و روستا سازماندهی‌شده و بر پایه تیپ، گردان، گروهان و جوخه تفکیک شده‌اند. شبه‌نظامیان سلاح‌های کوچک پیاده نظام را با مقداری خمپاره، تفنگ‌های صحرایی و ضد هوایی و حتی تجهیزات قدیمی‌تر مدرن‌سازی شده مانند پرتاب‌کننده‌های موشک متعدد مانند کاتیوشا و موتورسیکلت‌های قدیمی‌تر آی‌ام‌زد-اورال نگهداری می‌کنند. واحدهای غیر مسلح دیگری هم هستند که نشان‌دهنده وضعیت پزشکی و لجستیکی می‌باشند. این نیرو تخمیناً دارای ۷,۱ میلیون پرسنل است.